# ツナイデテ
「ツナイデテ」は、日本の音楽デュオ・RYTHEMの17作目のシングル。

## 解説
- 日本テレビ系ドラマ『ギネ 産婦人科の女たち』エンディングテーマ。

## 収録曲
1. ツナイデテ（作詞・作曲:RYTHEM、編曲:斎藤有太）
2. fast food（作詞・作曲:RYTHEM、編曲:益田トッシュ）
3. ツナイデテ（Instrumental）
4. fast food（Instrumental）

## 収録アルバム
- リズム (#1,2)